# 克莱门塔·平克尼
克莱门塔·卡洛斯·“克莱姆”·平克尼（英語：Clementa Carlos "Clem" Pinckney，1973年7月30日—2015年6月17日）是美国南卡罗来纳州民主党参议员，自2000年以来担任第45区代表，1997年至2000年间曾担任南卡罗来纳州众议院议员。平克尼是查尔斯顿以馬內利非裔衛理公會教堂的高级牧师。2015年6月17日，平克尼在晚间圣经研讨会上发生的大规模枪击案中遇害。

## 早年
平克尼生于南卡罗来纳州博福特，母亲赛菲亚·艾肯斯（Theopia Aikens，娘家姓叫布鲁姆斯，1945－2005）是一名儿童早教专家，父亲名叫约翰·平克尼（John Pinckey）。平克尼13岁开始在教会布道，18岁便被任命为牧师。1995年，平克尼自艾倫大學取得學士學位，随后于1999年在南卡罗来纳大学获得公共行政硕士学位。之后，他从信义宗南方神学院获得硕士学位。平克尼还在韦斯利神学院获得教牧学博士学位。

## 生涯

### 宗教生涯
平克尼曾在南卡罗来纳州的博福特、查尔斯顿和哥伦比亚傳道。2010年，平克尼成为查尔斯顿以馬內利非裔衛理公會教堂的牧师。沃尔特·斯科特枪击案过后，平克尼成为州内多座教堂的牧师，这在当地引发了一些争议。

### 议员生涯
1996年，23岁的平克尼首次当选为南卡罗来纳州大会议员，成为南卡罗来纳州最年轻的非洲裔议员。他曾就职于南卡罗来纳州众议院，直至2000年入选南卡罗来纳州参议员。
身为州参议员，鉴于一名手无寸铁的黑人男子沃尔特·斯科特被北查尔斯顿警察八次朝背部开枪后击毙的事件，平克尼曾倡导为要求警察及其他警务人员佩戴随身摄像头立法。

## 私生活
1999年，平克尼在佐治亚州奥古斯塔与珍妮弗·本杰明结婚。夫妇俩生活在南卡罗来纳州里奇兰，育有两女爱莉安娜和马拉娜。平肯尼是历史上的黑人联谊会阿尔法联谊会的成员。
2015年6月24日，平克尼的遗体将被放在南卡罗来纳州议会参议院办公室圆形大厅供公众吊唁。此外，里奇兰的圣约翰AMC教堂和查尔斯顿的以馬內利非裔衛理公會教堂也有公众吊唁仪式。葬礼定于2015年6月26日在查尔斯顿学院TD体育场举行。

## 逝世
2015年6月17日，平克尼遇害当天的上午在查尔斯顿参与了民主党候选人希拉里·克林顿的竞选活动。晚上，他主持了以馬內利非裔衛理公會教堂的圣经研讨会和祈祷。枪手迪伦·卢福（Dylann Roof）向教友开枪，杀害了包括平克尼在内的九人。尽管美国联邦调查局的调查把这起大规模枪击事件看作仇恨罪案，但许多人认为案件是带有恐怖主义的种族动机行为，并批评执法部门和媒体没有正确认识案件。